# Кузнєцов Микола Миколайович
Микола Кузнєцов (рос. Никола́й Никола́евич Кузнецо́в; нар. 30 серпня 1963, Липецьк, СРСР) — радянський та російський футболіст, захисник та півзахисник. Нині оператор «Металурга» з Липецька.

## Життєпис
Микола Кузнєцов вихованець липецького футболу. Розпочинав професійну кар'єру в липецкому «Металурзі». У 1988 грав у калінінградської «Балтики». З 1989 по 1994 роки (з перервами) за «Металург» провів 127 матчів, в яких відзначився 4-ма м'ячами. Далі грав у «Хіміку» з Данькова. У 1995 році перейшов до клубу української Вищої ліги «Темп». У складі шепетівського клубу дебютував 4 березня 1995 року у програному (1:3) виїзному поєдинку 18-го туру вищої ліги чемпіонату України проти кременчуцького «Кременя». Микола вийшов на поле на 80-ій хвилині, замінивши Мамуку Джугелі. Протягом свого перебування в шепетівському клубі в чемпіонаті України зіграв 6 матчів, ще 2 поєдинки у футболці «Темпу» провів у кубку України. Завершував кар'єру в «Металурзі», після футбольної кар'єри працював масажистом та оператором у липецькому клубі.